# Cornelis Bloemaert II

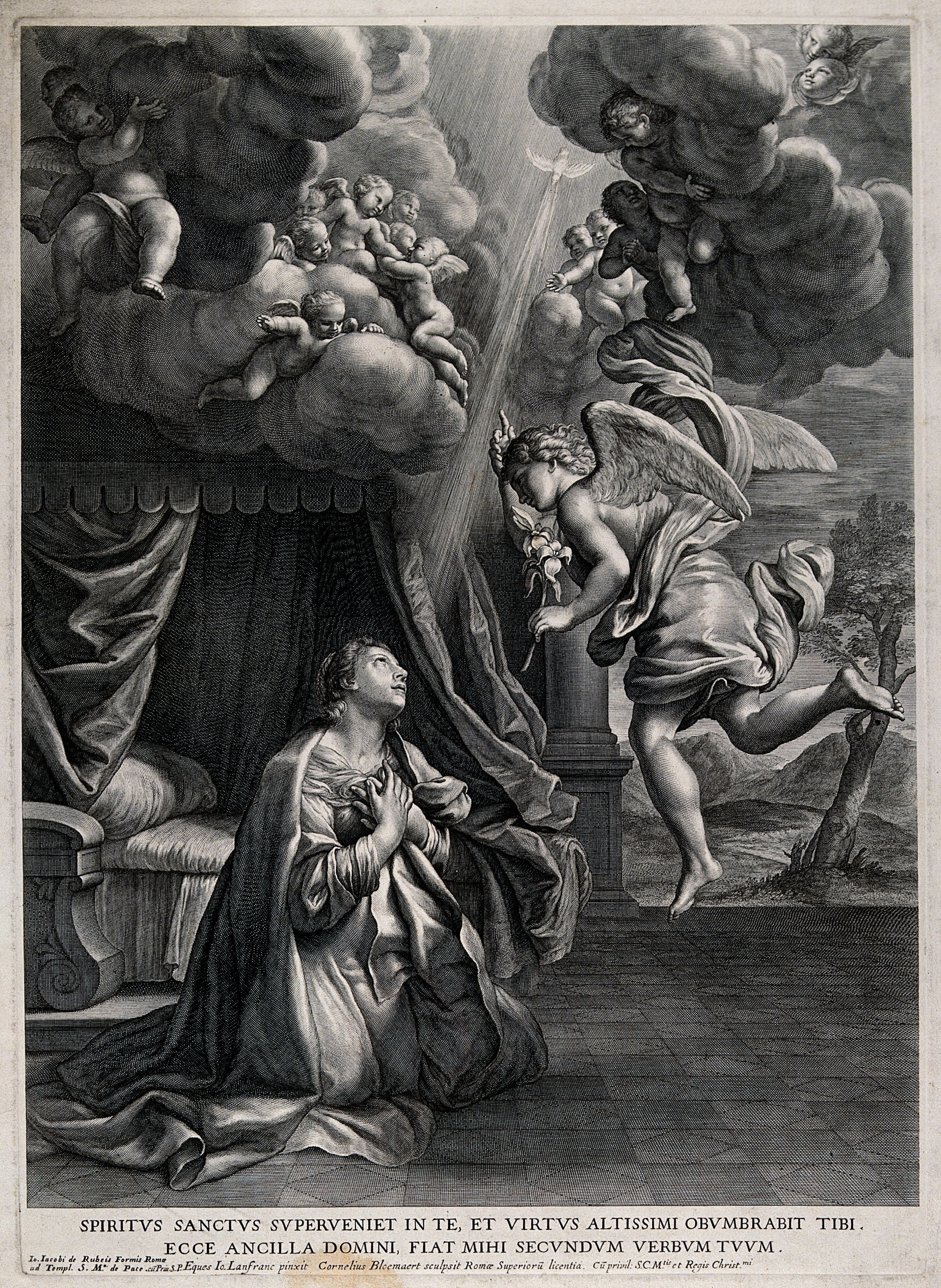
L'Annunciazione da Lanfranco (1650 circa)

Cornelis Bloemaert II (Utrecht, 1603  circa – Roma, 28 settembre 1692) è stato un incisore e disegnatore olandese del secolo d'oro.

## Biografia

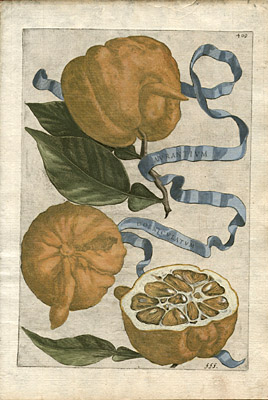
Aurantium corniculatum da Giovanni Battista Ferrari (Hesperides, 1646)

Secondo figlio dal secondo matrimonio di Abraham Bloemaert, fu allievo del padre e di Gerard van Honthorst. Apprese, poi, l'arte dell'incisione da Crispijn van de Passe: è infatti per le sue incisioni che è conosciuto. Operò a Parigi dal 1630 al 1633, dove collaborò con Theodor Matham alla realizzazione dei Tableaux du Temple des Muses del collezionista Favareaux. Anche se inizialmente aveva progettato di rimanere a Parigi per la possibilità di ottenere privilegi reali per le sue stampe, nel 1633 si trasferì a Roma chiamatovi, su raccomandazione del Sandrart, dal Marchese Giustiniani. Qui realizzò incisioni sotto la supervisione di Pietro da Cortona e specialmente per la famiglia Barberini. Eseguì oltre 400 stampe da quadri del Domenichino, Pietro da Cortona, Ciro Ferri, Giacinto Gimignani e dai disegni di Joachim von Sandrart facenti parte della collezione del Marchese Giustiniani. A quest'ultima opera collaborarono anche Reinier van Persijn e Theodor Matham. Inoltre entrò a far parte della Schildersbent con il soprannome di Winter. Rimase a Roma fino al 1692, lavorando anche temporaneamente a Firenze.
Rappresentò soprattutto soggetti di genere, religiosi e architetture e realizzò ritratti. Le sue opere sono eseguite con un suo stile preciso e ben rifinito, che si rifà a Gerard van Honthorst e Abraham Bloemaert. Quest'artista utilizzava una tecnica mista di incisione, cioè lavorava dapprima la lastra con acido (acquaforte) e poi rifiniva col bulino sovrapponendosi alle linee create col mordente, alla stregua di Jacques Callot, Jan van de Velde e Abraham Bosse.
Furono suoi allievi Jeremias Falck, Giovanni Odazzi e Hendrick de Keyser il Vecchio.

## Opere
- L'Annunciazione, incisione da Lanfranco, 1650 circa
- San Bonifacio, incisione, 1630 circa[8]
- San Villibrordo, incisione, 1630 circa[9]
- Santa Margherita, incisione da Annibale Carracci, Rijksmuseum, Amsterdam[10]
- Aurantium corniculatum, incisione da Giovanni Battista Ferrari, Hesperides, 1646[11]
- Striatus amalphitanus, incisione su rame colorata a mano da Giovanni Battista Ferrari, Hesperides, 1646[12]
- Frontespizio, incisione, per L'Asia di Daniello Bartoli, 1667[13]
- San Paolo istruisce i Greci riguardo al giudizio universale, incisione da Ciro Ferri, 1679[14]